# Priehrada
Priehrada je československý černobílý film z roku 1950. Jedná se o filmové drama natočené podle námětu Dominika Tatarky, Paľo Bielika a Ondreje Jariabka.

## Děj
Budovatelské nadšení neminulo ani slovenskou kinematografii. V roce 1950 vznikl hymnus na poctivou práci i pozitivní změny v myšlení lidí. Protože stavba důležité přehrady, která dosud zaostalého kraje přinese pochodeň pokroku, mění nejen své stavitele, ale i rolníky v blízké vesnici, kteří se zbaví ničemného kulaka, jenž je dosud vykořisťoval. Priehrada doslova v každém okamžiku reaguje na dobová hesla - příběh se třeba otevírá příchodem tří úředníků, kteří v rámci přiblížení pracujícímu lidu přicházejí na stavbu nabídnout sílu svých rukou. Režisér Paľo Bielik vytvořil vzorovou agitku hájící nutnost třídní bdělosti i zásadové nesmlouvavosti při prosazování nových pořádků, neboť zákeřný nepřítel může číhat kdekoli.

## Obsazení
- Alexandr Kautník … starý Bujna
- Gustáv Valach … Joža Bujna
- Mária Kráľovičová … Ulka
- Vlado Durdík st. … Martin
- Július Pántik … Paľo
- Ľudo Jakubóczy … Bžoch
- Mikuláš Huba … inž. Hájnik
- František Dibarbora … Fero
- Marta Bieliková-Černická … Hájnikova žena

## Ocenění
- Čestné uznání 1950 V. MFF Karlovy Vary
- za ideové a umělecké zpracování námětu a scénáře 1950 Národní cena
- za ideové a umělecké zpracování námětu a scénáře a režijní pojetí 1950 Národní cena
- za vynikající herecký výkon 1950 Národní cena